# Péninsule Ilpinski
La péninsule Ilpinski est une péninsule située au nord-est de la péninsule du Kamtchatka, dans l'Extrême-Orient russe. Séparant la baie de Korf (au nord) de la baie Anapka (au sud), elle s'avance sur 40 km dans la mer de Béring.
La péninsule Ilpinski se trouve à l'ouest de péninsule Govena. Elle s'achève par le cap Ilpinski (le point le plus au sud de la péninsule). Plusieurs fleuves traversent la péninsule parmi lesquels : Navliginmyvayam, Lingenmyvayam, Laparelamvayam, Alhovayam, Gatymynvayam, Hitavayam et Mitanravayam. À l'est de la péninsule, de l'autre côté de la baie Anapka, se trouve la lagune Legunmun (Kaalyak) et baie Ouala. 
Le point culminant de la péninsule s'élève à 494 m. Les principaux sommets de la péninsule sont le Kangylkyn (480 m) et le Vilunaï (403 m). 
L'île Verkhotourov est située à quelque 15 km au sud de la péninsule Ilpinski.